# صموئيل أدريان
صموئيل أدريان (بالسويدية: Samuel Adrian)‏ (2 مارس 1998 بالسويد - ) هو لاعب كرة قدم سويدي في مركز الوسط. لعب مع نادي مالمو.

## وصلات خارجية
- صموئيل أدريان على موقع اتحاد السويد (السويدية)
- صموئيل أدريان على موقع قاعدة بيانات كرة القدم.إي يو (الإنجليزية)
- صموئيل أدريان على موقع Soccerway.com (الإنجليزية)